# Bastien Pourailly
Bastien Pourailly (Francia, 31 de enero de 1994) es un jugador profesional francés de rugby que se desempeña en la posición de wing izquierdo en Aviron Bayonnais, equipo perteneciente a la liga Top 14.

## Carrera
Pourailly es un jugador de formación francesa (JIFF). Comenzó su carrera deportiva con el equipo Entente Aramits - Asasp, en el cual jugó cinco temporadas (2004-2009), después pasó a Section Paloise (2009-2020), luego a ASM Clermont Auvergne (2020-2022), posteriormente a Aviron Bayonnais, donde lleva jugando dos temporadas.